# Wladimir Dmitrijewitsch Saweljew
Wladimir Dmitrijewitsch Saweljew (russisch Владимир Дмитриевич Савельев, wiss. Transliteration Vladimir Dmitrievič Savel'ev, * 29. April 1899, Moskau; † 9. April 1956 ebenda) war ein sowjetischer Schauspieler.

## Leben
Wladimir Saweljew wuchs in Moskau auf, wo er zeitlebens wohnte.
Nachdem Saweljew bis 1924 am Tschechow-Kunsttheater Moskau seine Schauspielausbildung absolviert hatte, war er von 1924 bis 1935 festes Ensemblemitglied am Maly-Theater. Dort trat er in mehreren Theaterstücken auf, wie beispielsweise in Der Wald von Alexander Ostrowski. Von 1924 bis 1956 wirkte Saweljew als Schauspieler vor der Kamera in mehr als 30 Film- und Fernsehproduktionen mit. In dem Film Der Fall von Berlin stellte er Adolf Hitler dar.
Wladimir Saweljew erhielt mehrere Auszeichnungen, darunter zweimal den Staatspreis der UdSSR und einmal den Orden als Held der sozialistischen Arbeit. Er starb am 9. April 1956 im Alter von 56 Jahren in Moskau, wo er auch beigesetzt wurde.

## Filmografie (Auswahl)
1950: Der Fall von Berlin